# Jan Willems (schilder)

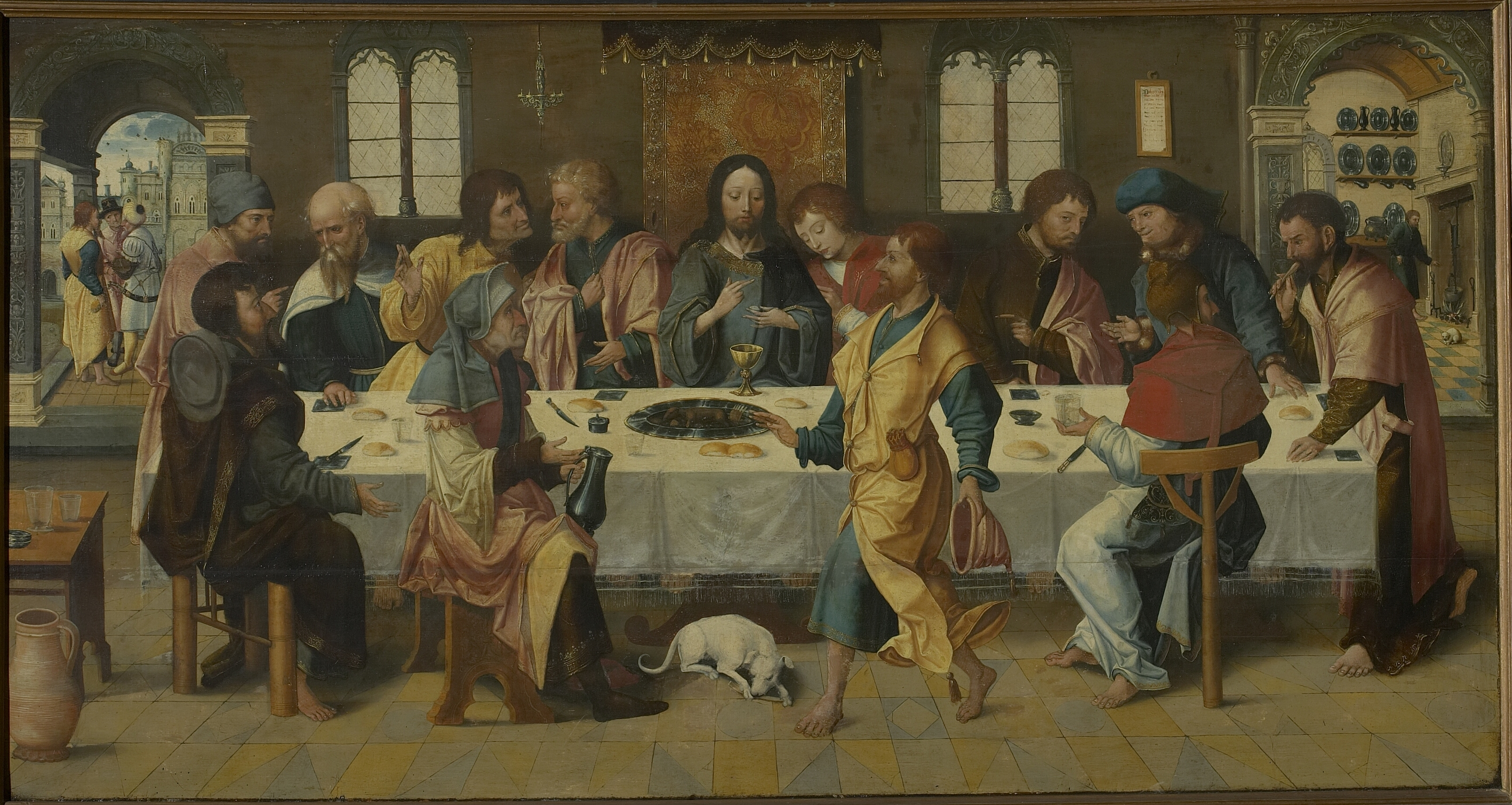
Het Laatste Avondmaal, olieverf op paneel (1524-1525)

Jan Willems (begin 16e eeuw - 1547 of 1548) was een Zuid-Nederlands kunstschilder actief in Leuven.
Willems was stadsschilder van Leuven tussen 1527 en 1548. In die hoedanigheid kreeg hij in 1543 de opdracht om Het Laatste Oordeel, een werk van Dirk Bouts, in het Leuvense stadhuis te restaureren. Hij werkte veel voor de Sint-Kwintenskerk te Leuven en het enige bewaarde schilderij dat aan hem wordt toegeschreven, Het Laatste Avondmaal, is afkomstig uit deze kerk. Hij werkte in de stijl van de Meester van 1518 en op basis van zijn laatgotische stijl met duidelijke renaissance-elementen is het mogelijk dat hij zijn opleiding buiten Leuven heeft genoten (mogelijk in Brussel of Antwerpen). Jan Willems trouwde met de dochter van Jan Rombouts I.
- RKD-Nederlands Instituut voor Kunstgeschiedenis: 454555